# Franz Joseph Heinz

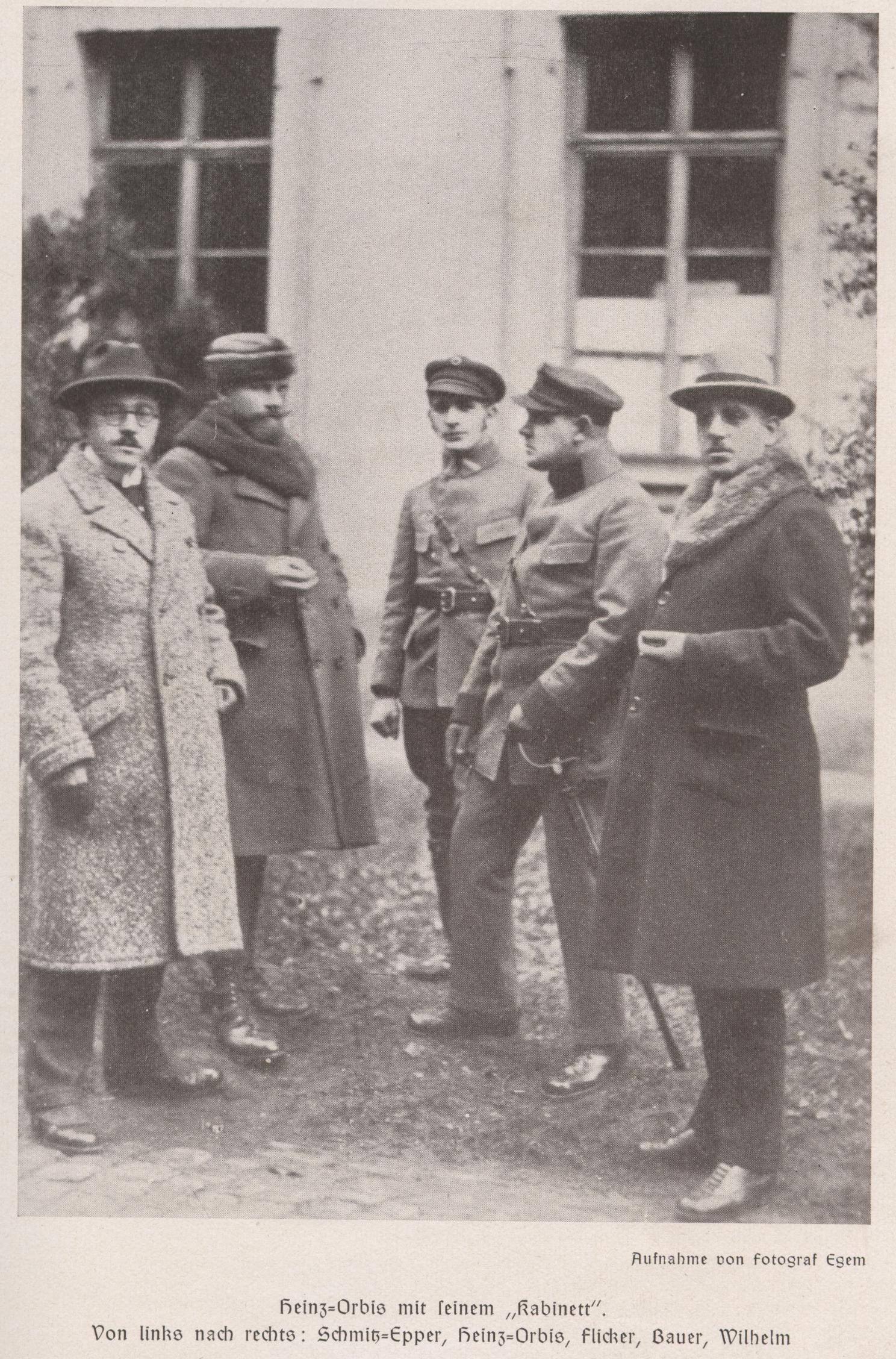
Franz Joseph Heinz (2. von links) und Mitglieder seines Kabinetts, 1923

Franz Joseph Heinz, genannt Heinz-Orbis nach seiner Heimatgemeinde (* 25. Februar 1884 in Orbis; † 9. Januar 1924 in Speyer), war ein pfälzischer Separatist. Er trat dafür ein, die Pfalz aus dem Deutschen Reich herauszulösen und sie in die Rheinische Republik zu integrieren, einen neu zu schaffenden, an Frankreich angelehnten Staat westlich des Rheins.

## Herkunft
Der aus der Nordpfalz stammende Heinz war Landwirt. Als selbsternannter Präsident führte er die Freie Bauernschaft und gründete 1923 das bewaffnete Pfälzische Corps. Als Mitglied der Deutschen Volkspartei (DVP) gehörte er ab 1920 dem pfälzischen Kreistag an, dessen Nachfolgeorganisation heute der Bezirkstag Pfalz ist.

## Autonome Pfalz

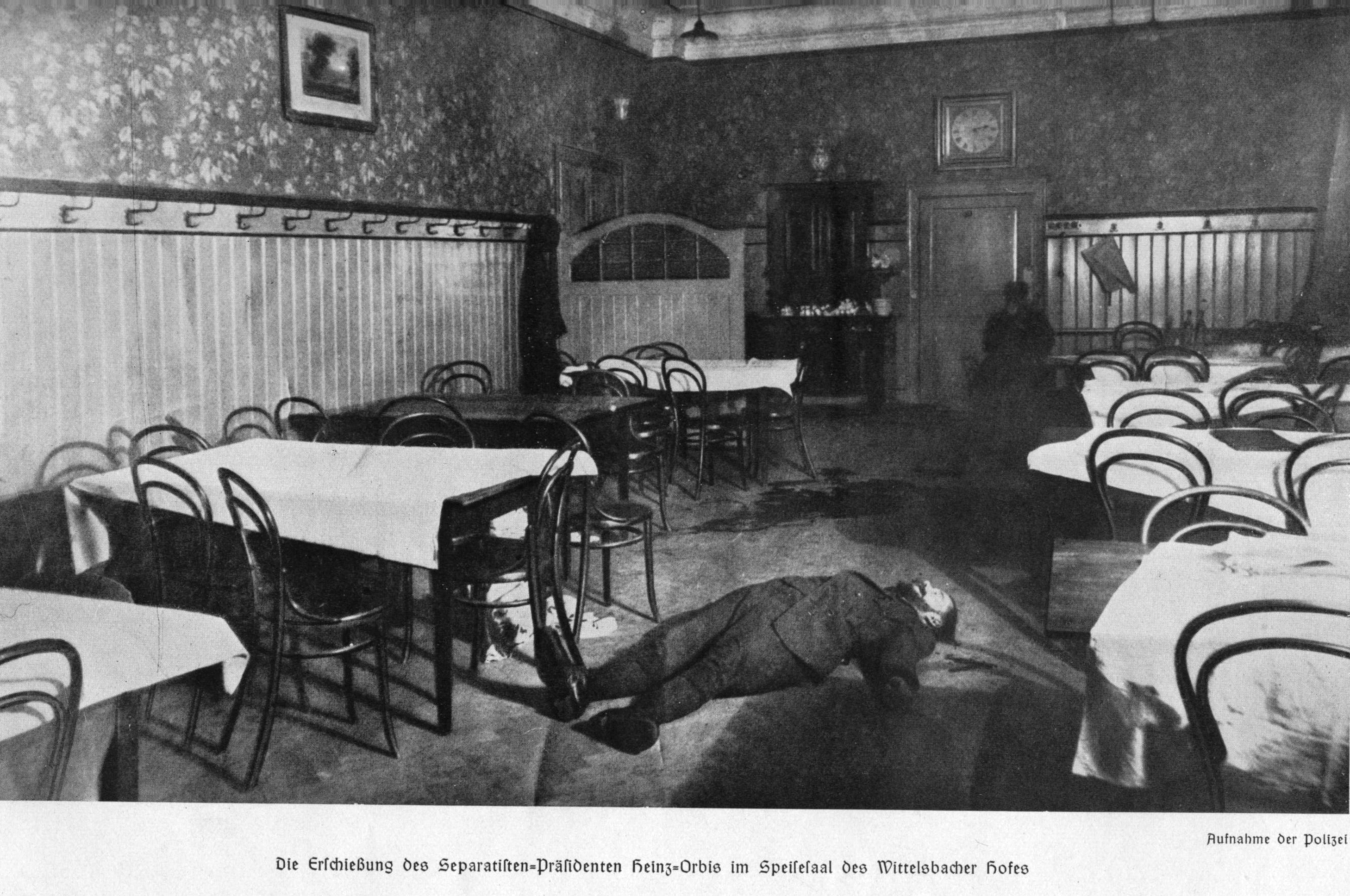
Leiche von Heinz, 1924, Polizeiaufnahme vom Tatort

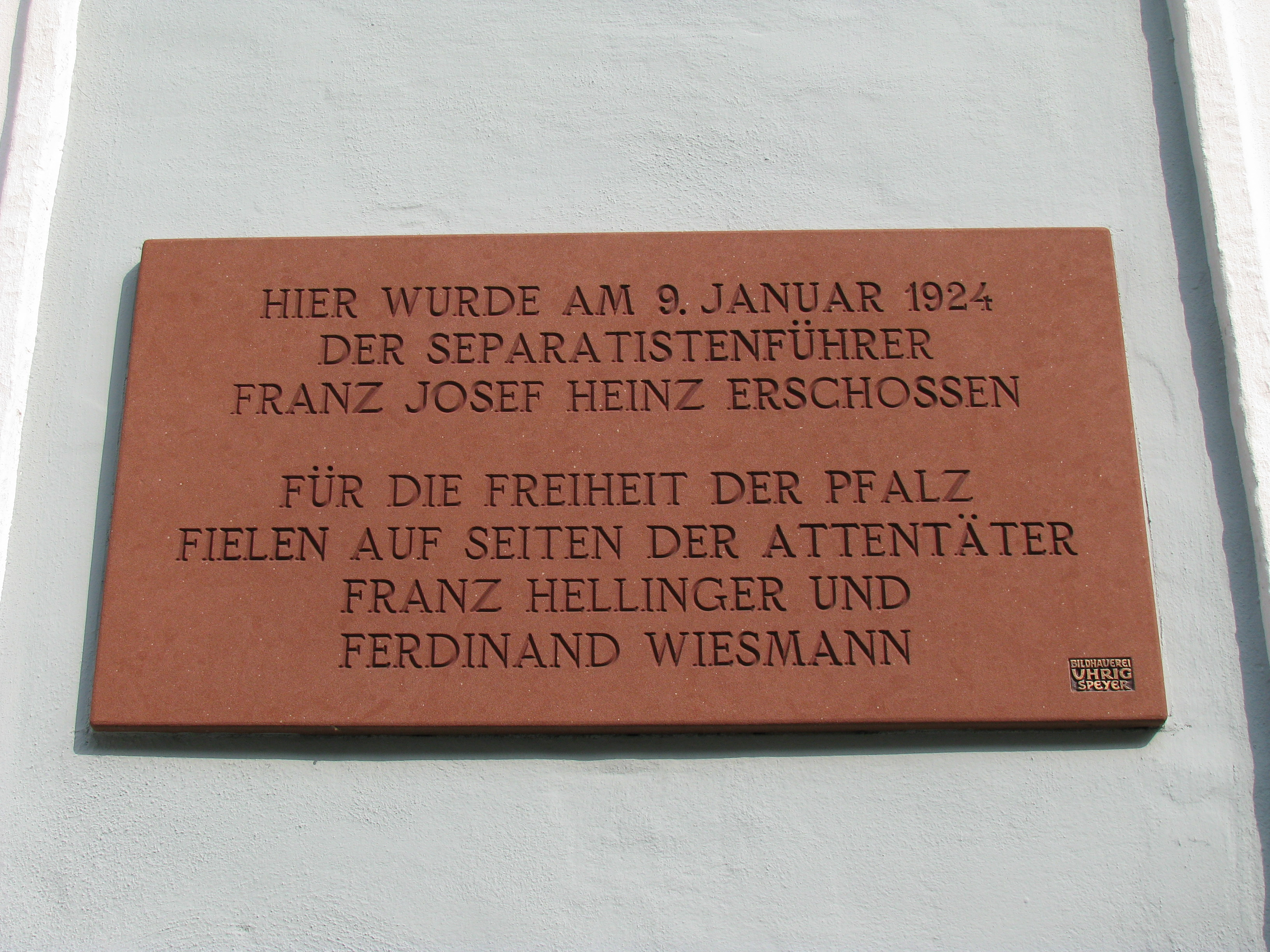
Erinnerungstafel am Wittelsbacher Hof

Am 11. November 1923 rief Heinz in Speyer die „Regierung der Autonomen Pfalz im Verband der Rheinischen Republik“ aus. Damit stellten er und seine Gefolgsleute sich auch gegen die damals für die Pfalz zuständige Regierung des Freistaats Bayern.
Mit deren Billigung verübte ein Trupp von Gegnern der Separatisten am 9. Januar 1924 im Speisesaal des Speyerer Hotels Wittelsbacher Hof einen Feuerüberfall auf Heinz. Die Attentäter standen unter dem Kommando von Edgar Julius Jung. Bei diesem Anschlag wurden auf Seiten der Separatisten Heinz und der Trierer Separatist Nikolaus Fußhöller erschossen, außerdem ein Unbeteiligter, der Würzburger Matthias Sand. Während die Attentäter flohen, gab es einen Schusswechsel mit Anhängern von Heinz. Dabei wurden zwei der Attentäter, Franz Hellinger und Ferdinand Wiesmann, tödlich verletzt.

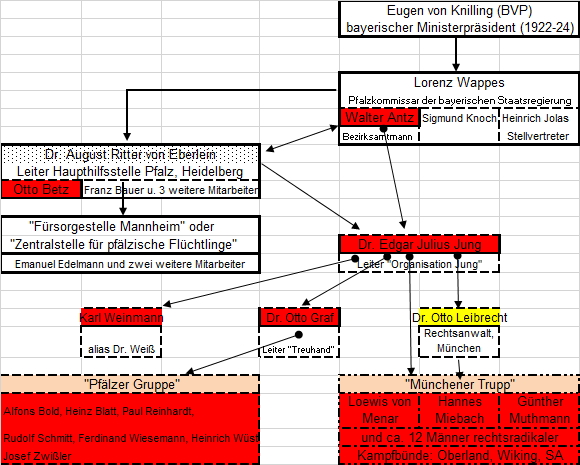
Die Attentäter und ihre Hintermänner

Die Ermordung von Heinz wurde in der Propaganda der politischen Rechten in den nachfolgenden Jahren zu einer heroischen vaterländischen Tat verklärt. So äußerte der Rechtsanwalt Friedrich Grimm in einem Plädoyer von 1929 zur Materie des Staatsnotstands, er könne „aus genauer Kenntnis der Dinge heraus“ versichern, „daß die Tötung des Verräters Heinz Orbis die entscheidende Tat“ gewesen sei, „welche die Pfalz damals dem Deutschtum erhalten“ habe. Dieser Einstellung entsprechend wurden die beiden toten Attentäter durch rechtsgerichtete Kreise, zu denen auch die Speyerer Fabrikanten Eduard Heintz, Gustav Kuhn und Karl Schalk gehörten, später auch durch die an die Macht gekommenen Nationalsozialisten als Märtyrer für das Vaterland geehrt.
Zusätzlich zu einer Erinnerungstafel am Wittelsbacher Hof wurde auf dem Speyerer Friedhof 1932 ein Hellinger-Wiesmann-Denkmal errichtet. Es wurde bis ins 21. Jahrhundert gepflegt und war bis 2001 Bestandteil des offiziellen städtischen Rundgangs zum Volkstrauertag. Nach einem Bericht von Matthias Spindler auf SWR2 am 23. Februar 2002 ließ der damalige Oberbürgermeister von Speyer, Werner Schineller, die Pflege einstellen.
Heinz selbst liegt seit dem 14. Januar 1924 auf dem Friedhof seines Geburtsortes begraben und wurde mit einer Erinnerungsplakette an der Friedhofsmauer gewürdigt. Der Speyerer Bischof Ludwig Sebastian hatte eine katholische Trauerfeier verweigert, weil Heinz als „Revolutionär gegen die gottgegebene Ordnung aufgetreten sei. Offenkundige und bekannte Sünder seien eines kirchlichen Begräbnisses nicht würdig, und als solcher war Herr Heinz zu behandeln.“